# Nanumanga
Nanumaga (vagy Nanumanga) sziget, atoll és körzet az óceániai Tuvaluban.

## Földrajz
Három lagúnája van: a legnagyobb Vaiatoa, ahol négy sziget van. Mangrove és egyéb szárazságtűrő növények alkotják a sziget növényvilágát.

### Hegyfokok
Északon: Te Kaupapa
Délen: Te Papa

### Népesség
A 2002-es népszámlálás adatai szerint 589 lakosa van a szigetnek.

### Falvak
A szigeten két falu található, mind a kettő a sziget nyugati végén. Tonga lakossága 308, míg  Tokelaué 281 fő.

## Közlekedés
A szigeten pár ösvény, gyalogút biztosítja a közlekedést.